# 1874 في المملكة المتحدة
فيما يلي قوائم الأحداث التي وقعت خلال عام 1874 في المملكة المتحدة.

## سياسة

### تعيين في المنصب
- 20 فبراير – بينجامين دزرائيلي رئيس وزراء المملكة المتحدة.

### انتهاء فترة المنصب
- 17 فبراير – وليم غلادستون رئيس وزراء المملكة المتحدة.

## كتب
من الكتب التي صدرت هذه السنة في المملكة المتحدة:
- 1 يناير – بعيدا عن صخب الناس من تأليف توماس هاردي.

## مواليد

### أبريل
- 4 أبريل – آرثر مارتن طبيب عسكري جنوب أفريقي.
- 12 أبريل – وليام فولك لاعب كرة قدم إنجليزي.
- 14 أبريل – الكسندر كامبريدج سياسي من المملكة المتحدة.

### مايو
- 9 مايو – هوارد كارتر عالم مصريات من المملكة المتحدة.
- 29 مايو – غلبرت كايث تشيسترتون

### يونيو
- 29 يونيو – بيلي جورج لاعب كرة قدم إنجليزي.

### يوليو
- 30 يوليو – بيلي ميريديث لاعب كرة قدم إنجليزي.

### أغسطس
- 19 أغسطس – آرثر هنري ريجنالد بولر

### سبتمبر
- 21 سبتمبر – غوستاف هولست

### أكتوبر
- 15 أكتوبر – ألفريد هيراداتيري أمير ساكس كوبورج وغوتا
- 26 أكتوبر – توماس لوري كيميائي من المملكة المتحدة.

### نوفمبر
- 4 نوفمبر – هربرت روبنسون
- 17 نوفمبر – برنت هيلمان ستريتر ثيولوجي من المملكة المتحدة.
- 30 نوفمبر – ونستون تشرشل رئيس الوزراء السابق للمملكة المتحدة.

### ديسمبر
- 20 ديسمبر – ماري آن بيفان

## وفيات

### فبراير
- 6 فبراير – ماير أمشيل دي روتشيلد (مواليد 1818)

### أبريل
- 13 أبريل – ريتشارد لوي (مواليد 1802)
- 24 أبريل – جون فيليبس (مواليد 1800)

### يونيو
- 22 يونيو – هاورد ستونتن (مواليد 1810)

### أغسطس
- 18 أغسطس – وليام فيربيرن (مواليد 1789)

### أكتوبر
- 5 أكتوبر – فرنسيس ووكر (مواليد 1809) عالم حشرات بريطاني.

### نوفمبر
- 2 نوفمبر – توماس أندرسون (مواليد 1819)
- 25 نوفمبر – وليام هوجان (مواليد 1792) سياسي أمريكي.